# Locomotiva FS 874
La locomotiva FS gruppo 874 era un tipo di locotender a vapore saturo e semplice espansione, immatricolata nel 1915 nel parco delle Ferrovie dello Stato dopo il rilevamento della linea ferroviaria Lucca-Aulla.

## Storia
Le locomotive erano state costruite per conto della ferrovia Lucca–Aulla dalla fabbrica tedesca di locomotive a vapore Borsig in numero di 3 unità. Unità similari vennero fornite anche alle ferrovie Torino–Ciriè e Santhià–Biella. Le macchine vennero incorporate nel parco rotabili delle Ferrovie dello Stato a partire dal 1915, contestualmente al rilevamento della linea ferroviaria di Aulla, ricevendo la nuova immatricolazione nel gruppo FS 874.

## Caratteristiche
La locotender era a vapore saturo e a semplice espansione, con rodiggio a 3 assi accoppiati e carrello anteriore di guida Bissel; il modello era studiato per l'uso su ferrovie secondarie e concesse ad armamento leggero. Il meccanismo motore era a 2 cilindri esterni con distribuzione a cassetto. La massa complessiva a pieno carico era di 52,1 tonnellate, di cui 42,6 aderenti.
Raggiungevano una velocità massima di 70 km/h, sviluppando una potenza continuativa, a 50 km/h, di 360 kW. La capacità delle casse d'acqua era di 4,8 m³, mentre le scorte di carbone erano di 1.500 kg. Erano munite di praticabile con corrimani tutt'intorno.